# Ciclone Yasa
O ciclone tropical severo Yasa foi o ciclone tropical mais forte do Pacífico Sul desde Winston em 2016, bem como o quarto ciclone tropical mais intenso já registado na bacia. Foi também o segundo ciclone tropical severo de Categoria 5 em 2020, depois de Harold na temporada de ciclones no Pacífico Sul de 2019-2020. Yasa foi o segundo distúrbio tropical, bem como o primeiro ciclone tropical e ciclone tropical severo da temporada de ciclones no Pacífico Sul de 2020-2021. Yasa foi notada pela primeira vez em 10 de dezembro como uma área de baixa pressão ao norte de Port Vila, em Vanuatu. Nos dias seguintes, o sistema desenvolveu-se gradualmente à medida que absorveu a Depressão Tropical 01F, antes de ser classificado como um ciclone tropical e denominado Yasa pelo Serviço Meteorológico de Fiji em 13 de dezembro.
O sistema moveu-se gradualmente através do Oceano Pacífico Sul, passando por um pequeno e lento loop enquanto se intensificava rapidamente. Em cerca de um dia, tornou-se um ciclone tropical severo de categoria 5 na escala australiana e algumas horas depois, um ciclone de categoria equivalente de 5 na escala Saffir-Simpson, com ventos sustentados de 1 minuto de 260 km/h (160 mph) e uma pressão mínima de 899 hPa (26.5 inHg). Isso fez de Yasa o primeiro ciclone tropical de Categoria 5 na escala australiana (média de 10 minutos) e na escala de Saffir-Simpson (média de 1 minuto) na bacia do Pacífico Sul desde que os registos confiáveis começaram, batendo o antigo recorde do Ciclone Zoe em 2002-03. Também se tornou o ciclone tropical mais intenso do mundo em 2020.
Yasa manteve a sua intensidade e tornou-se mais definido nas imagens de satélite enquanto avançava sobre Fiji. Um discurso foi enviado a todo o país do primeiro-ministro Frank Bainimarama sobre os preparativos para a tempestade. Os serviços de transporte marítimo foram interrompidos e os pescadores foram aconselhados a não sair para o mar, devido ao receio de que Yasa pudesse feri-los ou matá-los. Vários avisos foram emitidos, incluindo avisos de chuva forte, vento forte e inundações. Logo, toda a Fiji estava sob advertência enquanto Yasa se aproximava. Um alerta de vento forte foi colocado em prática para Vanuatu quando o campo de vento da tempestade atingiu o país. Os impactos começaram a ser sentidos no meio do dia 16 de dezembro, quando as aldeias dos grupos Malolo e Yasawa começaram a sentir os ventos e a chuva de Yasa. Os impactos sentidos de Yasa foram grandes e amplos. A partir de 22 de dezembro, as áreas impactadas estão começando a restaurar a comunicação. O transporte foi prejudicado porque 72 estradas no país foram fechadas devido à queda de árvores, linhas de transmissão e inundações. Chuvas fortes foram registadas na maior parte do país. Até o momento, quatro mortes foram confirmadas. Os danos ainda estão sendo avaliados, mas uma estimativa coloca os danos em US $ 77,6 milhões.
Muitas pessoas afetadas não tiveram acesso a alimentos e água. Fiji recebeu, ou receberá, vários itens para alívio imediato após a passagem do ciclone. Itens de lavanderia, suprimentos médicos e educacionais estavam entre os muitos itens colocados dentro de um depósito. Eles serão enviados para Fiji para ajudar na recuperação.

## História meteorológica
A área de baixa pressão que eventualmente se tornaria o ciclone tropical severo Yasa foi observada pela primeira vez pelo Joint Typhoon Warning Center (JTWC) dos Estados Unidos durante 10 de dezembro, enquanto estava localizada a cerca de 655 km (407 mi) ao norte de Port Vila em Vanuatu. Nesse estágio, o distúrbio tinha uma circulação de baixo nível ampla e totalmente exposta, com pouca ou nenhuma convecção atmosférica ao redor do sistema. O sistema também estava localizado dentro de um ambiente marginalmente favorável para desenvolvimento posterior, com altos níveis de cisalhamento do vento vertical, sendo definido por temperaturas quentes da superfície do mar em torno de 29–30 °C (84–86 °F). Durante aquele dia, o sistema se organizou gradualmente à medida que avançava para sudeste, antes de ser classificado como Perturbação Tropical 02F pelo Serviço Meteorológico de Fiji (FMS) durante 11 de dezembro. Durante esse dia, o sistema continuou a se desenvolver e foi classificado como depressão tropical pelo FMS, enquanto a Depressão Tropical 01F/04P se movia ao longo de sua periferia sul. O JTWC posteriormente iniciou alertas sobre o sistema e o classificou como Ciclone Tropical 05P durante 12 de dezembro. No dia seguinte, o sistema continuou a consolidar e absorver a Depressão Tropical 01F, à medida que se movia para sudoeste ao longo da borda nordeste de uma crista subtropical de alta pressão.
Durante o dia 13 de dezembro, o FMS classificou o sistema como um ciclone tropical de categoria 1 na escala de intensidade de ciclones tropicais australianos e o nomeou Yasa, enquanto ele estava localizado em águas abertas entre Fiji e Vanuatu. Depois de ter sido nomeado, Yasa fez um pequeno loop anticiclônico, enquanto a sua organização geral melhorou significativamente, com um destaque de olho compacto aparecendo em imagens de microondas. Como resultado, o FMS relatou que o sistema havia se intensificado para um ciclone tropical de Categoria 2, enquanto o JTWC relatou que Yasa havia se tornado equivalente a um furacão de Categoria 1 na escala de furacões de vento de Saffir-Simpson (SSHWS).  Posteriormente, a Yasa executou um segundo ciclo anticiclônico quando a crista subtropical enfraqueceu, enquanto o seu mecanismo de direção primário começou a mudar, o que fez com que o sistema se movesse para nordeste em direção ao Equador. Durante o dia 14 de dezembro, o FMS relatou que Yasa havia se tornado um ciclone tropical severo de Categoria 3, antes que o sistema se intensificasse rapidamente para um ciclone tropical severo de Categoria 4 mais tarde naquele dia.
Durante 15 de dezembro, Yasa continuou a se intensificar rapidamente com o seu olho se tornando bem definido, antes que o FMS relatasse que o sistema havia se tornado o primeiro ciclone tropical severo de categoria 5 já registado. O sistema posteriormente virou para sudeste como uma crista subtropical de alta pressão construída a partir dos ciclones a sudeste antes que uma crista de alta pressão perto do equador fizesse o sistema começar a se mover para sudeste em direção a Fiji.
O JTWC relatou que Yasa atingiu o pico com velocidades de vento sustentadas de 1 minuto de 260 km/h (160 mph), o que o tornou equivalente a um furacão de categoria 5 no SSHWS durante 16 de dezembro. Mais tarde naquele dia, o FMS relatou que Yasa havia atingido o pico com velocidades de vento sustentadas de 10 minutos de 250 km/h (160 mph), bem como uma pressão mínima de 899 hPa (26.5 inHg). Isso fez de Yasa o quarto ciclone tropical mais intenso e empatado com o ciclone Tropical Severo Pam como o segundo ciclone tropical mais forte já registado na bacia do Pacífico Sul.  O sistema posteriormente começou a enfraquecer com seus topos de nuvens começando a aquecer, antes de Yasa desembarcar na província de Bua em Vanua Levu como um ciclone tropical severo de categoria 5, por volta das 06:00 UTC (18:00 FJT) em 17 de dezembro.
Depois de atingir a terra, o olho de Yasa se encheu de nuvens e se dissipou, completando um ciclo de substituição da parede do olho em Vanua Levu. O sistema posteriormente mudou-se para o Mar de Koro, onde passou perto ou sobre várias das ilhas Lau e começou a interagir com uma depressão de nível superior de baixa pressão. Isso causou um aumento do cisalhamento do vento vertical sobre o sistema, o que por sua vez fez com que Yasa se enfraquecesse significativamente e se tornasse um ciclone tropical severo de Categoria 3 durante 18 de dezembro. Ao longo dos próximos dias, o sistema enfraqueceu gradualmente ainda mais, conforme varreu Tonga com ventos com força de furacão, antes de ser classificado como um ex-ciclone tropical pelo FMS em 19 de dezembro, uma vez que degenerou em uma baixa extratropical. Nos dias seguintes, o JTWC continuou a monitorar Yasa como um ciclone subtropical, antes que o sistema fosse observado pela última vez em 24 de dezembro.

## Preparativos

### Fiji

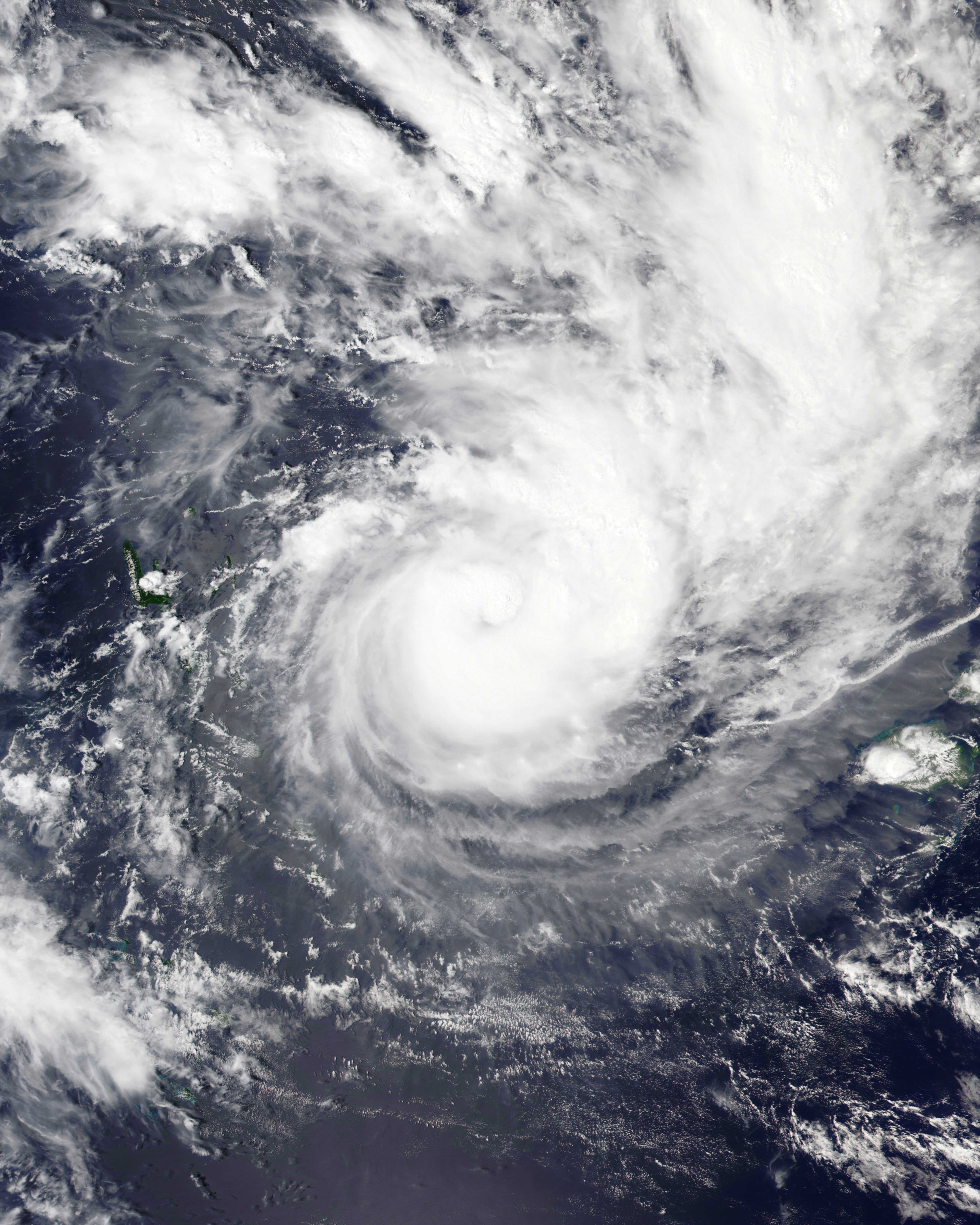
Yasa fortalecendo a leste de Vanuatu no início de 14 de dezembro

Durante 11 de dezembro, o FMS emitiu um alerta de vendaval para Rotuma, já que se esperava que a Depressão Tropical 01F impactasse a dependência de Fiji, com rajadas de vento de até 60 km/h (37 mph). Eles também observaram que se esperava que o sistema produzisse mar de muito agitado a alto, chuvas fortes e enchentes nas áreas costeiras baixas. Este aviso foi posteriormente expandido durante o dia seguinte para incluir a Depressão Tropical 02F e uma zona de convergência associada. O aviso foi cancelado em 13 de dezembro, depois que o 02F se fundiu com o 01F e se tornou um ciclone tropical. Nos dias seguintes, avisos de vento forte, chuva forte e inundações foram emitidos para várias partes do arquipélago, antes de um alerta de ciclone tropical ser emitido em 15 de dezembro, para Rotuma, Viti Levu, Vanua Levu, bem como as ilhas Yasawa e Mamanuca grupos. Mais tarde naquele dia, o alerta foi expandido para incluir todo o Fiji, enquanto avisos de vendaval foram emitidos para os grupos de ilhas Yasawa e Mamanuca, Viti Levu e Vanua Levu. Ao longo dos próximos dias, vários avisos de vendaval, tempestade, furacão, maré de tempestade e de ondas prejudiciais foram emitidos para o grupo.
Em 16 de dezembro, os serviços de transporte marítimo foram interrompidos e o Ministério das Pescas aconselhou fortemente os pescadores a evitarem viajar para o mar. O Ministério da Educação, Patrimônio e Artes ordenou o fechamento de todas as escolas, pois as escolas seriam usadas como centros de evacuação e um Centro de Operações de Emergência foi ativado pelo Escritório Nacional de Gestão de Desastres. A Força Policial de Fiji ativou a sua Operação de Resposta ao Ciclone com policiais implantados em todo o país com os recursos necessários. O primeiro-ministro Frank Bainimarama em um discurso de vídeo exortou todos os fijianos a se prepararem para o ciclone. O National Disaster Management Office postou nas redes sociais que a tempestade chegasse com ondas de até 16 metros (52 pé) eram esperados. A Fiji Airways disse que as suas aeronaves maiores iam ter serviços de repatriação para Sydney, Auckland, Los Angeles e Hong Kong, ou serão transportadas de balsa para Sydney ou Auckland nos próximos dois dias. A aeronave permanecerá nesses aeroportos para evitar danos causados por tempestades. Centros de evacuação foram abertos em todo o país e o governo colocou os militares de prontidão para ajudar. Em 17 de dezembro, um toque de recolher em todo o país foi decretado a partir das 16h, horário local e o Escritório Nacional de Gerenciamento de Desastres declarou estado de emergência.
No início de 17 de dezembro, Bainimarama disse em um vídeo postado no Facebook que mais de 850.000 fijianos, ou cerca de 95% da população do país, estavam no caminho direto de Yasa. Ele acrescentou que as previsões meteorológicas preveem "fortes inundações costeiras", com ondas de até 10 metros de altura. A polícia impôs uma proibição pública de transporte público. O estado de desastre natural que foi declarado deu maior poder à aplicação da lei.

### Em outro lugar
Quando a tempestade começou a atingir Vanuatu, um alerta de vento forte foi colocado em prática nas áreas costeiras do centro e do sul do país.
Enquanto Yasa passava para o oeste de Tonga em 18 de dezembro, avisos de ciclones tropicais foram levantados para todo o país. Autoridades alertaram sobre ventos com força de furacão em Tongatapu e Eua. Prevê-se que outras regiões do país terão chuvas torrenciais, ondas de até 6 metros de altura e ventos violentos com força de tempestade ao longo do dia.

## Impacto

### Fiji

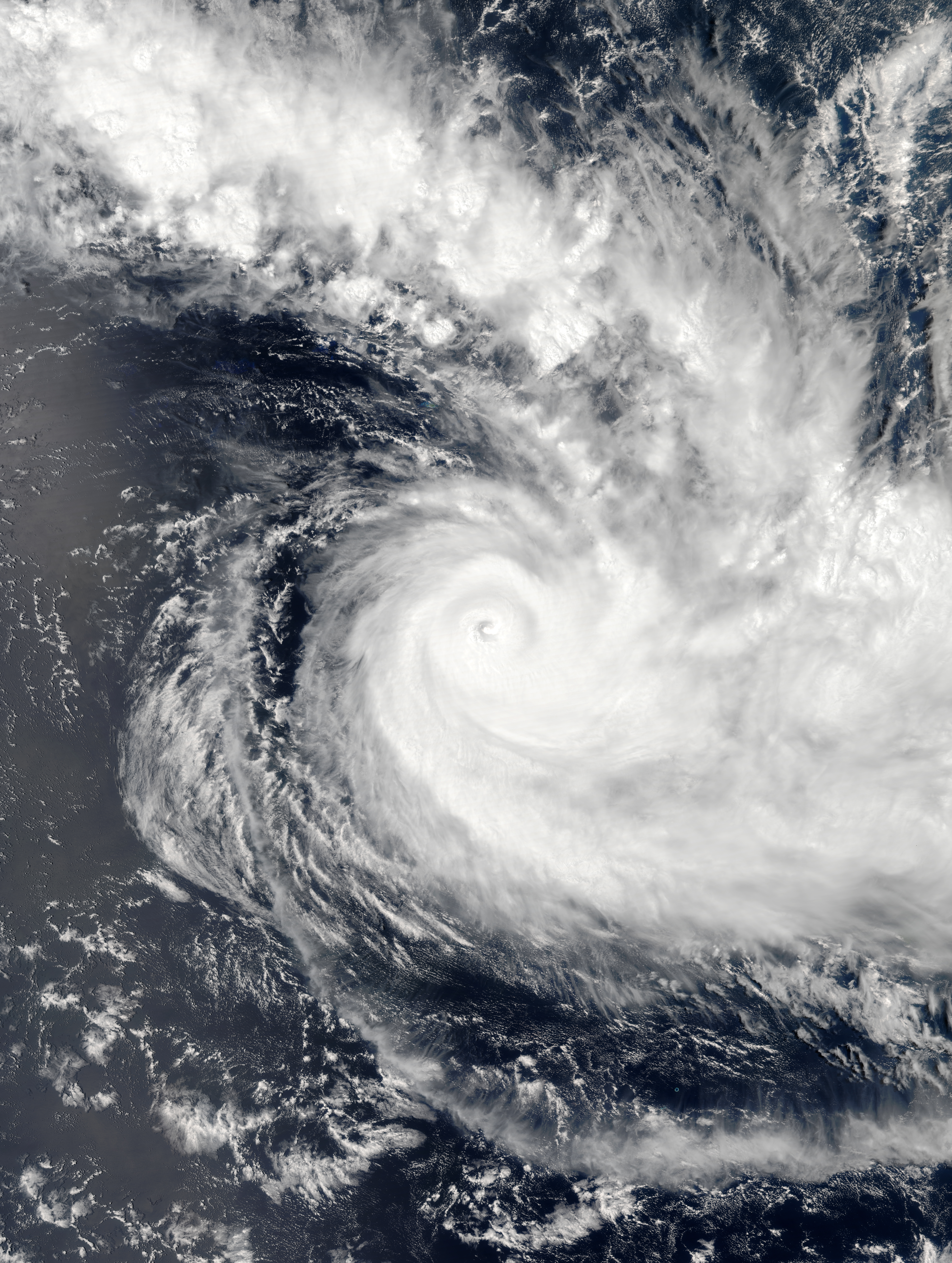
Yasa se aproximando do landfall em 17 de dezembro

Enquanto Yasa se movia por Fiji, um ancião de uma aldeia em Yasawa afirmou que algumas das suas fazendas haviam sido destruídas. Partes de Rakiraki e Labasa foram inundadas. O ciclone atingiu Vanua Levu, destruindo casas em Tabia, Vunivau, Dreketi e Nabouwalu. A Escola Primária Dreketi e outras escolas em Vanua Levu foram severamente danificadas. As comunicações das áreas impactadas foram perdidas em 17 de dezembro. Um total de 72 estradas foram fechadas em todo o país como resultado de árvores caídas, linhas de transmissão quebradas, enchentes e deslizamentos de terra. Em Belego Savusavu, 15 casas foram destruídas e o fornecimento de água e eletricidade interrompido. Partes de Bua estavam inacessíveis devido a árvores caídas, deslizamentos de terra e estradas danificadas. Grandes deslizamentos de terra ocorreram ao longo da Rodovia Dreketi-Nabouwalu. De acordo com a FBC News, Labasa, Savusavu, Koro e Ovalau sofreram danos mínimos. Nas regiões do norte de Fiji, as safras foram danificadas e / ou destruídas. Em Kubulau Bua, ventos fortes e chuvas fortes que duraram mais de 6 horas (mais do que Winston ) destruíram cerca de 60 casas. Um homem de 45 anos e uma criança em Labasa morreram instantaneamente quando uma casa desabou sobre eles. Mais de 93.000 fijianos foram atingidos pela tempestade e cerca de 23.000 foram obrigados a ir para centros de evacuação.  O primeiro-ministro Frank Bainimarama afirmou que o dano provavelmente ultrapassaria o do ciclone Winston em 2016, adicionalmente tweetando que "Isso não é normal. Esta é uma emergência climática. " Relatórios mostraram que muitas das casas nas aldeias foram completamente destruídas e as colheitas foram arrasadas pelo vento forte trazido por Yasa. Tal como aconteceu com muitos desastres durante a pandemia COVID-19, a recuperação foi antecipada para ser muito mais difícil e lenta devido às restrições e medidas que ainda precisavam ser tomadas enquanto milhares permaneceram nos centros de evacuação. Um total de 1.500 casas foram destruídas em Vanua Levu, com mais de 6.000 parcialmente danificadas.
Danos à agricultura em todo o país chegaram a FJ $ 150 milhões (US $ 73 milhões). Os custos para reparar e restaurar danos à infraestrutura de energia da Energy Fiji Limited alcançaram FJ $ 7-8 milhões (US $ 3,4-3,9 milhões). Danos à infraestrutura médica atingiram FJ $ 2,5 milhões (US $ 1,2 milhões), incluindo FJ $ 1,5 milhões (US $ 730.000) para a destruição do único posto de enfermagem da Ilha de Kia.

### Tonga
Já que Yasa tomou um caminho um pouco mais ocidental do que o previsto, grande parte do país de Tonga foi poupada pelo ciclone. A Ilha de Vava'u relatou pequenos danos às plantações de frutas e plantas de Kava. Cerca de 90 em quarentena devido a COVID-19 em um acampamento em Vaini, Tongatapu foram obrigados a ser evacuados para Fua'amotu (uma vila remota em Nuku'alofa ) devido a Yasa.

## Rescaldo
Pouco depois que Yasa atingiu a costa de Fiji, a Federação Internacional das Sociedades da Cruz Vermelha e do Crescente Vermelho (FICV) divulgou informações sobre os fundos iniciais de emergência para a tempestade. Os fundos de 86.000 francos suíços ($ 97.000 dólares ) foram usados para fornecer primeiros socorros, materiais de abrigo, lonas, kits de higiene, utensílios domésticos e água potável para mais de 17.700 pessoas. O Ministério da Saúde e Serviços Médicos recebeu kits de saúde de emergência interinstitucionais e outros suprimentos médicos e de saúde. Muitos kits WASH, caixas escolares e caixas escolares foram armazenados em um depósito em Brisbane, Austrália, para serem enviados para Fiji. Enquanto isso, alguns dos mesmos suprimentos foram pré-posicionados em Fiji antes da tempestade. Um voo de reconhecimento da Força Aérea Real da Nova Zelândia sobrevoou as áreas afetadas para avaliar os danos; a zona de desastre foi comparada a uma "zona de guerra". A Ministra das Relações Exteriores da Austrália, Marise Payne, divulgou uma declaração em 19 de dezembro prometendo que a Austrália forneceria ajuda humanitária de emergência em qualquer capacidade possível, com suas condolências e pensamentos com todas as pessoas afetadas pelo ciclone. Payne afirmou ainda que "Ao longo de nossa longa história de cooperação, Fiji e Austrália se tornaram mais do que apenas vizinhos - somos uma família. [... A Austrália promete nosso apoio contínuo ao nosso vuvale de Fiji após TC Yasa." O HMAS Adelaide da Austrália, transportando pessoal do 6º Regimento de Apoio à Engenharia do Exército australiano e equipamentos, foi enviado para ajudar Fiji em seus esforços de recuperação.
Muitas famílias em áreas afetadas perderam o acesso aos alimentos e ficaram sem eles um pouco antes do Natal. Ondas superiores a 3 metros (10 pés) impediram que navios de navios saíssem de Suva, na ilha de Viti Levu. A ONG ambiental 350 da secretária de Fiji, Genevieve Jiva, disse que os fijianos estão "literalmente lutando por nossa sobrevivência" após a passagem da tempestade.